# Prodidomus reticulatus
Prodidomus reticulatus är en spindelart som beskrevs av Lawrence 1927. Prodidomus reticulatus ingår i släktet Prodidomus och familjen Prodidomidae.
Artens utbredningsområde är Namibia. Inga underarter finns listade i Catalogue of Life.